# Mermaid Avenue
Mermaid Avenue je album prethodno neobjavljenih pjesama koje je napisao američki folk glazbenik Woody Guthrie, koje su uglazbili i izveli britanski pjevač Billy Bragg i američki sastav Wilco. Projekt je organizirala Guthriejeva kćer Nora Guthrie. Mermaid Avenue je objavljen u izdanju Elektra Recordsa 23. lipnja 1998. Drugi dio zbirke, Mermaid Avenue Vol. II, objavljen je 2000. Projekt je dobio ime po pjesmi "Mermaid's Avenue" koju je napisao Guthrie. To je bila ulica na Coney Islandu u Brooklynu u New Yorku u kojoj je Guthrie živio.

## Povijest
Tijekom proljeća 1995. kćer Woodyja Guthrieja Nora kontaktirala je engleskog kantautora Billyja Bragga o skladanju glazbe za izabranu zbirku Guthriejevih stihova. Otac joj je ostavio više od tisuću rukopisa nastalih između 1939. i 1967.; nijedan od tih rukopisa nije imao pripadajuće glazbe osim stilskih bilješki.
Prema bilješkama na omotu albuma koje je napisala Nora Guthrie, njezina namjera je bila da pjesme proslijedi novoj generaciji glazbenika koji bi ih učinili relevantnima mlađoj publici. Kontaktirala je Bragga, koji je kontaktirao Tweedyja i Bennetta o zajedničkom snimanju albuma dok je Wilco bio na europskom dijelu turneje za Being There. Bragg je bio posebno zadovoljan s Being There zbog utjecaja pedesetih koji su se osjećali na albumu. Dok je Tweedy bio ravnodušan po pitanju ponude, Bennett je bio uzbuđen zbog snimanja pjesama svojih idola — Bennettov prijašnji sastav Titanic Love Affair dobio je ime po stihu Billyja Bragga. Ugovor za snimanje između Bragga i Wilca potpisan je nakon koncerta u Shepherd's Bush Empireu. Bragg je uglavnom snimao politički nabijene pjesme, dok je Tweedy preferirao snimati stihove koji su prikazivali Guthrieja kao "čudaka". Snimanje Mermaid Avenue počelo je 12. prosinca 1997. te je bilo predmet BBC-jeva dokumentarca Man in the Sand.
Nakon dovršetka albuma pojavile su se trzavice između Bragga i Wilca. Bennett je smatrao da Bragg pretjeruje u produkciji svojih pjesama u odnosu na oskudnije doprinose Wilca. Bennett je nazvao Bragga kako bi ga upitao za mogućnost remiksanja njegovih pjesama, na što je Bragg odvratio, "ti snimaj svoj album, a ja ću svoj, budalo". Bragg je kasnije poslao primjerke svojih snimki u Chicago kako bi ih Bennett remiksati, ali je odbio koristiti nove mikseve na albumu. Dvije strane nisu mogle dogovoriti promotivnu turneju te su se posvađali oko tantijema i honorara gostujućih glazbenika.

## Prijem
Usprkos tim sukobima, album je objavljen 23. lipnja 1998. te je prodan u više od 277.000 primjeraka. Dobio je odlične kritike od Roberta Christgaua i Rolling Stonea te je nominiran za Grammy za najbolji album suvremenog folka. Uvršten je na četvrto mjesto u izboru Pazz & Jop za 1998.

## Popis pjesama
Tekstovi: Woody Guthrie. 
| Br. | Skladba                                | Skladatelj                                       | Trajanje |
| --- | -------------------------------------- | ------------------------------------------------ | -------- |
| 1.  | »Walt Whitman's Niece«                 |                                                  | 3:53     |
| 2.  | »California Stars«                     | Tweedy, Bennett                                  | 4:57     |
| 3.  | »Way Over Yonder in the Minor Key«     | Bragg                                            | 4:06     |
| 4.  | »Birds and Ships« (s Natalie Merchant) | Tweedy                                           | 2:13     |
| 5.  | »Hoodoo Voodoo«                        | Tweedy, Bennett, Bragg, Stirratt, Coomer, Harris | 3:12     |
| 6.  | »She Came Along to Me«                 | Bragg, Tweedy, Bennett                           | 3:26     |
| 7.  | »At My Window Sad and Lonely«          | Tweedy                                           | 3:27     |
| 8.  | »Ingrid Bergman«                       | Bragg                                            | 1:50     |
| 9.  | »Christ for President«                 | Bragg                                            | 2:39     |
| 10. | »I Guess I Planted«                    | Bragg                                            | 3:32     |
| 11. | »One by One«                           |                                                  | 3:22     |
| 12. | »Eisler on the Go«                     | Bragg                                            | 2:56     |
| 13. | »Hesitating Beauty«                    |                                                  | 3:04     |
| 14. | »Another Man's Done Gone«              | Bragg                                            | 1:34     |
| 15. | »The Unwelcome Guest«                  | Bragg                                            | 5:09     |

## Osoblje
- Billy Bragg – gitara, vokali
- Jeff Tweedy – giitara, usna harmonika, vokali
- Jay Bennett – orgulje, buzuki, klarinet, klavir, bubnjevi, prateći vokali
- Corey Harris – gitara, lap steel gitara
- Ken Coomer – udaraljke, bubnjevi
- Natalie Merchant – vokali
- John Stirratt – klavir, bas, prateći vokali
- Peter Yanowitz – bubnjevi
- Bob Egan – slide gitara
- Eliza Carthy – violina

## Vanjske poveznice
- Intervju s Norom Guthrie  Arhivirana inačica izvorne stranice od 24. rujna 2009. (Wayback Machine)